# Trifolium nigrescens
Trifolium nigrescens, cỏ ba lá trắng nhỏ, là một loài hàng năm phổ biến quanh Địa Trung Hải, bao gồm cả Bắc Phi và Trung Đông.